# Amphidromus
Amphidromus é um género de gastrópode  da família Camaenidae. 

## Espécies
Este género contém as seguintes espécies:
| - Amphidromus areolatus - Amphidromus atricallosus - Amphidromus candidus - Amphidromus chloris - Amphidromus cognatus - Amphidromus djajasasmitai - Amphidromus enganoensis - Amphidromus entobaptus - Amphidromus flavus - Amphidromus glaucolarynx - Amphidromus heerianus poecillus - Amphidromus inversus - Amphidromus inversus annamiticus - Amphidromus kruijti | - Amphidromus laosianus - Amphidromus laevus - Amphidromus martensi - Amphidromus maculatus - Amphidromus metabletus - Amphidromus niasensis - Amphidromus niasensis f.sowerbyi - Amphidromus palaceus - Amphidromus perversus emaciatus - Amphidromus perversus f.butoti - Amphidromus perversus melanomma - Amphidromus reflexilabris - Amphidromus versicolor - Amphidromus xiengensi |